# Nyland cum Batcombe
Nyland cum Batcombe var en civil parish fram till 1933 då den blev en del av Cheddar, i grevskapet Somerset, i England. Civil parish var belägen 12 km från Glastonbury och hade 35 invånare år 1931.